# Funivia del Gran Sasso d'Italia
La funivia del Gran Sasso d'Italia è una funivia che collega la località turistica di Fonte Cerreto al versante occidentale di Campo Imperatore, nel cuore del massiccio del Gran Sasso d'Italia.

## Storia

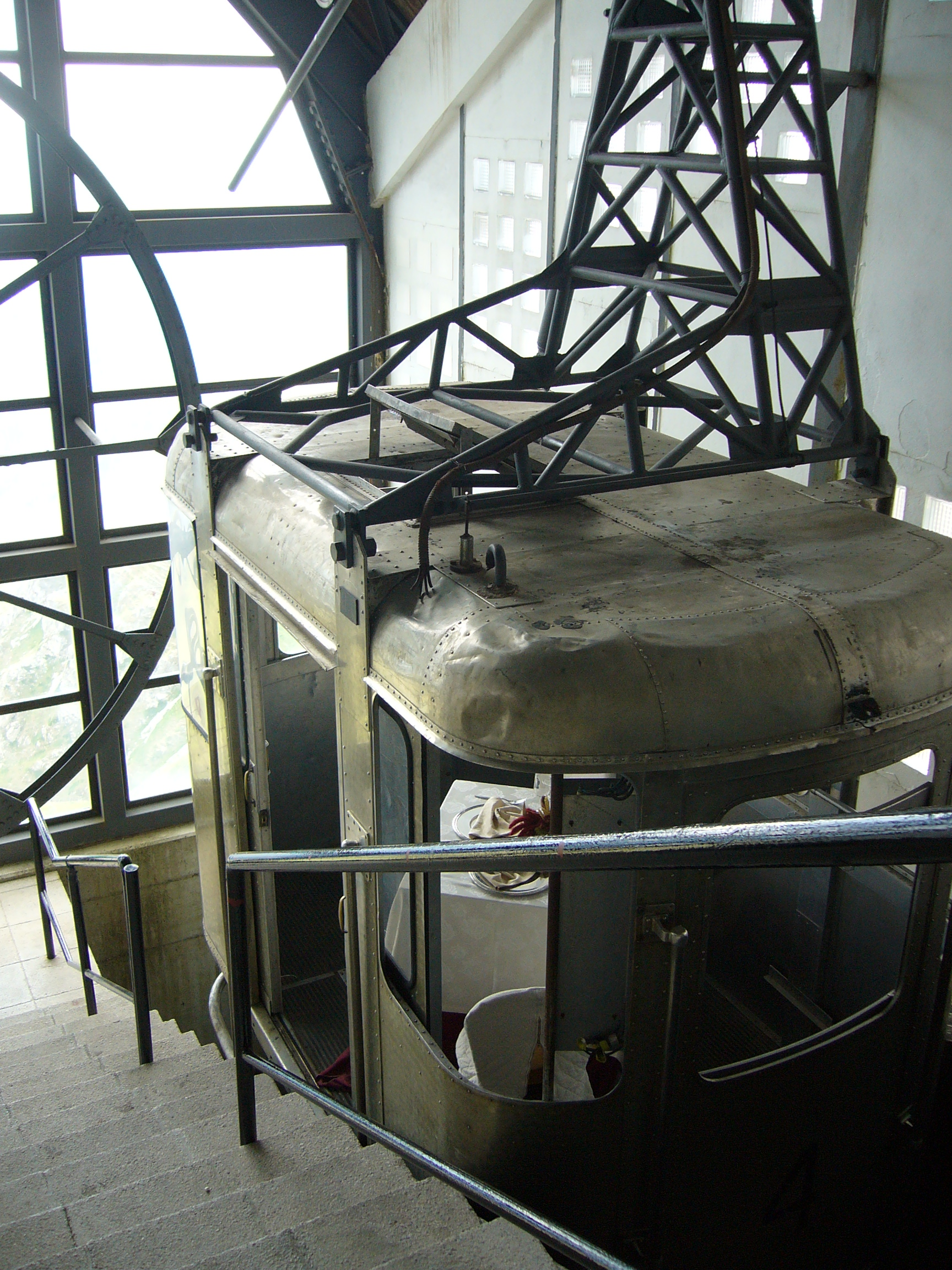
La cabina originaria

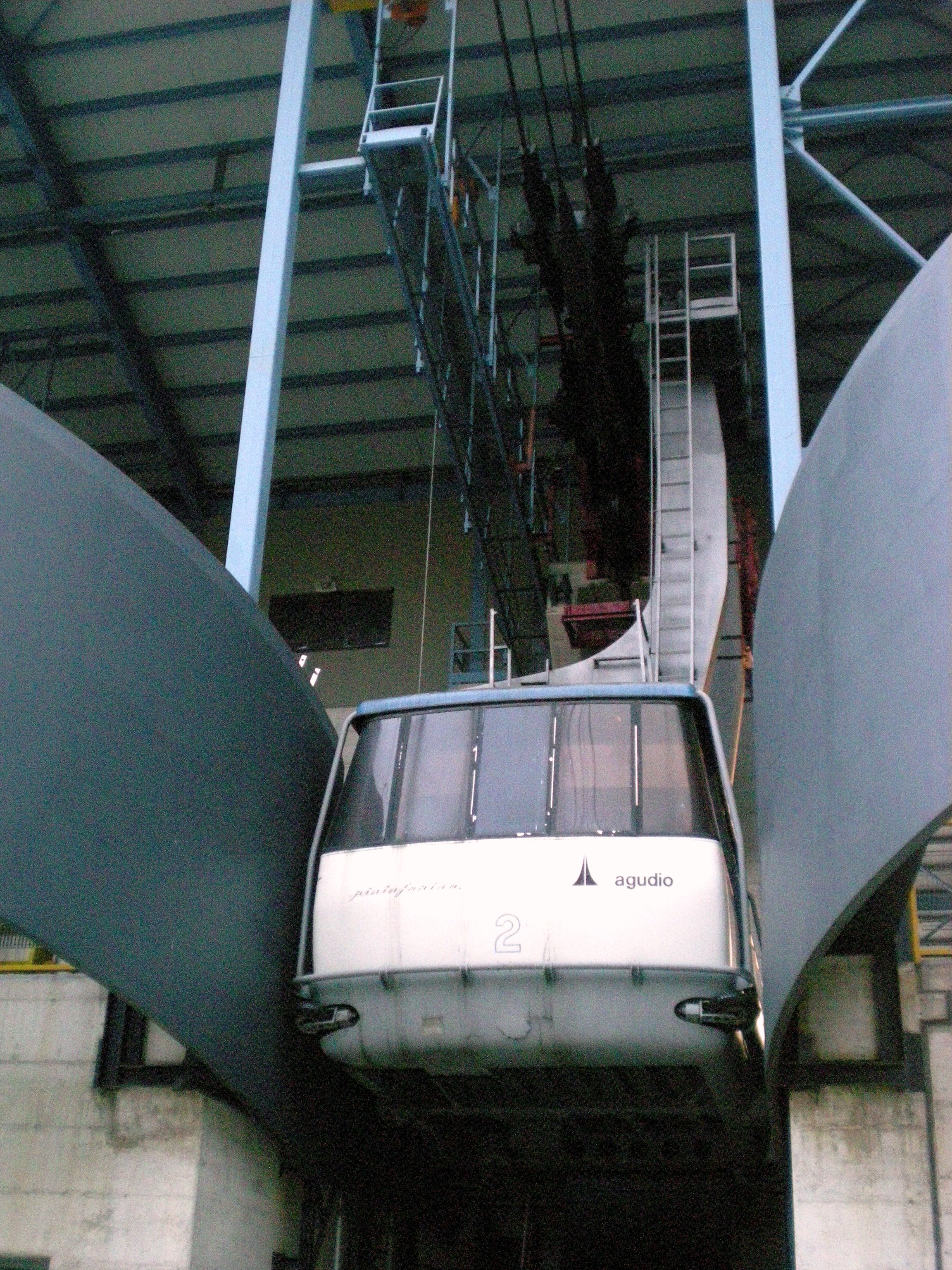
L'attuale cabina

Le prime ipotesi di collegamento della conca aquilana con il Gran Sasso d'Italia nascono negli anni trenta del XX secolo, inglobate in un più ampio progetto di sviluppo turistico e sportivo della città promosso dal regime fascista. Il progetto originario, redatto tra il 1931 ed il 1934, prevedeva il raggiungimento di Campo Pericoli e Monte Aquila tramite due funivie dalla lunghezza complessiva di 4500 metri e dal costo totale stimato di circa 5 milioni di lire, di cui venne realizzato solamente il primo troncone sino a Campo Imperatore.
L'impianto venne costruito nel 1934 su progetto degli ingegneri Giulio Ceretti e Vincenzo Tanfani e si espandeva sul versante del Gran Sasso detto dei Valloni attraverso tre stazioni poste a quote progressive. La stazione di valle era situata a poca distanza dal borgo di Assergi nel territorio di Camarda, che pochi anni prima (nel 1927) era stata unificata al comune dell'Aquila da cui dista circa 15 chilometri: qui venne edificata una piccola località turistica con servizi e strutture ricettive, denominata Fonte Cerreto, che avrebbe costituito il centro del nuovo comprensorio.
Dalla quota 1125 metri s.l.m. di Fonte Cerreto, la funivia raggiungeva poi una stazione intermedia a quota 1619 metri s.l.m. e, quindi, la stazione di monte di Campo Imperatore ad un'altitudine di 2128 metri s.l.m., dove venne realizzato anche l'Hotel Campo Imperatore in cui nel 1943 fu tenuto prigioniero Benito Mussolini. La spesa complessiva fu di 2.389.000 lire anticipata, sotto forma di mutuo trentennale, dal Banco di Napoli. La struttura disponeva di due cabine da circa 30 posti, una per ognuna delle due tratte, collegate attraverso lo stesso anello traente che, di fatto, ne limitava la portata. La base della funivia venne collegata con L'Aquila attraverso corse giornaliere di autobus; l'impianto sfruttò anche il parallelo sviluppo della linea ferroviaria per Roma tanto che una celebre pubblicità trasmessa dal cinegiornale dell'Istituto Luce affermava come fosse possibile arrivare dalla capitale al Gran Sasso in sole tre ore.
Nel dopoguerra, in seguito al diffondersi della pratica dello sci, a partire dalla stazione di monte della funivia, vennero realizzati una seggiovia ed uno skilift costituendo quella che, per l'epoca, era una delle più grandi e moderne stazioni sciistiche d'Europa. Nel 1964 la funivia venne ammodernata dagli stessi progettisti dell'impianto originale e continuò a funzionare fino al crollo di un masso che danneggiò la stazione intermedia e ne decretò la chiusura temporanea. Nel 1988 la vecchia funivia venne sostituita dall'attuale impianto progettato dalla ditta Agudio del gruppo Leitner in grado di effettuare il collegamento diretto tra Fonte Cerreto e Campo Imperatore senza stazione intermedia, su un tracciato spostato di pochi metri verso settentrione. La struttura non ha subito danni dal terremoto del 2009.

## Descrizione
L'impianto rientra nella categoria delle funivie va e vieni, con le cabine vincolate agli estremi di una fune traente che viaggiano contemporaneamente e in direzione contraria verso le due stazioni di monte e di valle. Il percorso, interamente compreso nel territorio comunale dell'Aquila, in un'unica tratta con una lunghezza complessiva di 3008 metri, la rende una delle più lunghe d'Europa, ha una durata complessiva di 7 minuti, un dislivello di circa 1000 metri, una pendenza media del 33% e poggia su tre piloni che ne sostengono il tracciato rendendo superflua la stazione intermedia, di cui è ancora oggi visibile lo scheletro adiacente al secondo pilone. La struttura dispone di due nuovi fabbricati al posto delle originali stazioni di monte e di valle, rispettivamente convertite una in ostello e l'altra in un ristorante. Le due cabine, disegnate da Pininfarina, consentono il trasporto di 100+1 persone l'una; la velocità media è di 10 metri al secondo che permette una portata oraria di 760 persone.

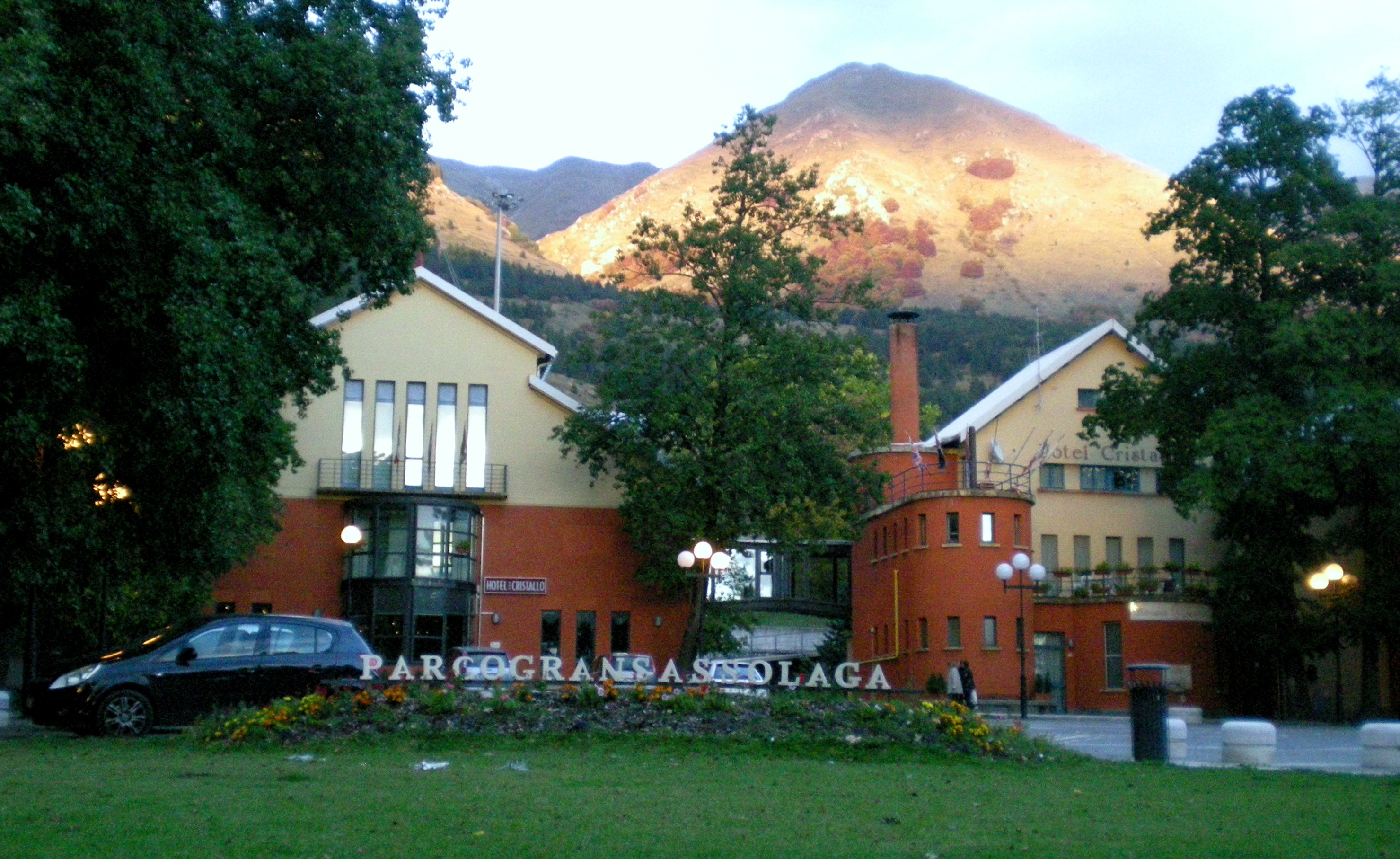
Fonte Cerreto

Il gestore è il Centro Turistico del Gran Sasso (C.T.G.S.), una società pubblica facente riferimento al Comune dell'Aquila. 
L'impianto gode di una posizione particolarmente favorevole, essendo posto a poca distanza dall'uscita autostradale di Assergi che consente un rapido collegamento con Roma e l'Adriatico. Dispone inoltre di un parcheggio da circa 1.000 posti auto collegato alla base della funivia con un servizio navetta.
La stazione di valle è situata a poca distanza dall'originale del 1934, riconvertita in un ristorante. La stazione di monte è situata tra l'albergo di Campo Imperatore, cui è collegata tramite percorso sotterraneo, e la stazione osservativa astronomica, nei pressi del giardino botanico alpino "Vincenzo Rivera"; presso quest'ultima è conservata una delle vetture originali della funivia del 1934, il motore allora utilizzato ed alcune fotografie del vecchio impianto. La vecchia stazione di monte è oggi utilizzata come ostello mentre quella intermedia è abbandonata.